# Giovanni Palatucci
Giovanni Palatucci (Montella, Olaszország 1909. május 31. – Dachaui koncentrációs tábor, 1945. február 10.) olasz rendőrtiszt, ügyvéd, mártír.

## Élete
1932-ig jogot tanult Torinóban.

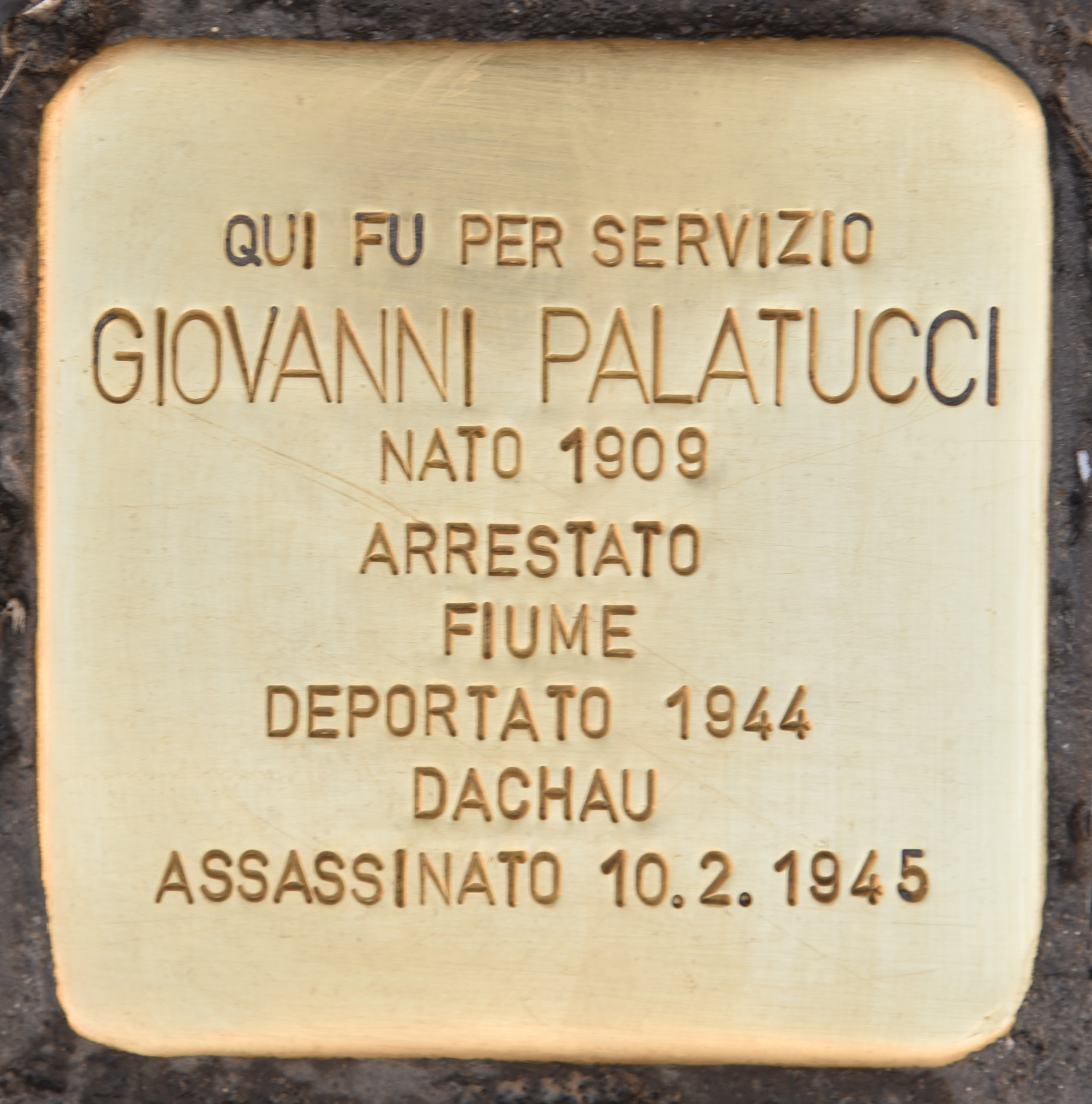
A botlatókő Triestben

A fiumei rendőrség vezetőjeként részt vállalt a fiumei és más oda menekült zsidóság deportáció előli megmentésében. Az utánuk való nyomozást a dokumentumok megsemmisítésével lehetetlenítette el. Felettesei letartóztatását, illetve átállását követően a németek őt is letartóztatták és a dachaui koncentrációs táborban hunyt el tífuszban.
1990-ben a Világ Igaza elismerésben részesült. 2002-től boldoggá avatási eljárása is elindult. Szerepét illetően újabban kritikák is érték, ami alapján kollaboránsnak tartják. Deportálása állítólagos árulásával függött össze, míg zsidók mentésében betöltött szerepe tisztázatlan maradt.